# Oussama Idrissi
Oussama Idrissi (Bergen op Zoom, Países Bajos, 26 de febrero de 1996) es un futbolista neerlandés, nacionalizado marroquí. Juega de delantero en el C. F. Pachuca de la Liga MX.

## Trayectoria
Se crio en la cantera del NAC Breda, cuyo entrenador era Nebojša Gudelj –padre de Nemanja Gudelj con el que coincidió en Sevilla–. Del NAC Breda pasó a jugar en el juvenil del Feyenoord cuatro años. En la temporada 2015-16 pasó a formar parte del F. C. Groningen sub-21.
El 17 de enero de 2018 fichó por el AZ Alkmaar firmando un contrato de cuatro años y medio.
A pesar de estar en la agenda del Everton F. C., S. S. C. Nápoles y Wolverhampton Wanderers F. C., el 5 de octubre de 2020 fichó por cinco años con el Sevilla F. C. Jugó su primer partido el 21 de noviembre contra el Celta de Vigo saliendo desde el banquillo.
Tras media temporada en el conjunto hispalense, el 1 de febrero de 2021 regresó a los Países Bajos tras llegar cedido al Ajax de Ámsterdam. Volvió a Sevilla una vez terminó la campaña y, después de otro medio año en el equipo, salió nuevamente cedido en enero de 2022, esta vez al Cádiz C. F., con el que logró la permanencia en Primera División en la última jornada. En la temporada 2022-23 acumuló un nuevo préstamo, regresando esta vez al Feyenoord. El último día del mercado veraniego de la temporada 2023-24 el club hispalense y él decidieron rescindir el contrato.
En septiembre de 2023 fichó por el C. F. Pachuca de la Liga MX.

## Selección nacional
Tras jugar con la sub-16, la sub-17, la sub-20 y con la sub-21 de Países Bajos, finalmente, tras su nacionalización marroquí debutó con la selección de fútbol de Marruecos el 22 de marzo de 2019. Lo hizo en un partido de clasificación para la Copa Africana de Naciones de 2019 contra Malaui que finalizó con un resultado de empate a cero.

## Estadísticas

### Clubes
Actualizado al último partido disputado el 11 de mayo de 2025.
| Club                             | Div.          | Temporada     | Liga  | Liga  | Copas nacionales | Copas nacionales | Copas internacionales | Copas internacionales | Total | Total |
| Club                             | Div.          | Temporada     | Part. | Goles | Part.            | Goles            | Part.                 | Goles                 | Part. | Goles |
| -------------------------------- | ------------- | ------------- | ----- | ----- | ---------------- | ---------------- | --------------------- | --------------------- | ----- | ----- |
| F. C. Groningen · Países Bajos   | 1.ª           | 2015-16       | 18    | 3     | 0                | 0                | 0                     | 0                     | 18    | 3     |
| F. C. Groningen · Países Bajos   | 1.ª           | 2016-17       | 29    | 5     | 1                | 0                | —                     | —                     | 30    | 5     |
| F. C. Groningen · Países Bajos   | 1.ª           | 2017-18       | 15    | 4     | 1                | 1                | —                     | —                     | 16    | 5     |
| F. C. Groningen · Países Bajos   | Total club    | Total club    | 62    | 12    | 2                | 1                | 0                     | 0                     | 64    | 13    |
| AZ Alkmaar · Países Bajos        | 1.ª           | 2017-18       | 12    | 3     | 3                | 3                | —                     | —                     | 15    | 6     |
| AZ Alkmaar · Países Bajos        | 1.ª           | 2018-19       | 32    | 8     | 5                | 6                | 2                     | 0                     | 39    | 14    |
| AZ Alkmaar · Países Bajos        | 1.ª           | 2019-20       | 25    | 13    | 3                | 1                | 14                    | 3                     | 42    | 17    |
| AZ Alkmaar · Países Bajos        | 1.ª           | 2020-21       | 0     | 0     | 0                | 0                | 2                     | 0                     | 2     | 0     |
| AZ Alkmaar · Países Bajos        | Total club    | Total club    | 69    | 24    | 11               | 10               | 18                    | 3                     | 98    | 37    |
| Sevilla F. C. · España           | 1.ª           | 2020-21       | 3     | 0     | 4                | 0                | 3                     | 0                     | 10    | 0     |
| Ajax de Ámsterdam · Países Bajos | 1.ª           | 2020-21       | 7     | 0     | 1                | 0                | 6                     | 0                     | 14    | 0     |
| Ajax de Ámsterdam · Países Bajos | Total club    | Total club    | 7     | 0     | 1                | 0                | 6                     | 0                     | 14    | 0     |
| Sevilla F. C. · España           | 1.ª           | 2021-22       | 5     | 0     | 2                | 0                | ―                     | ―                     | 7     | 0     |
| Sevilla F. C. · España           | Total club    | Total club    | 8     | 0     | 6                | 0                | 3                     | 0                     | 17    | 0     |
| Cádiz C. F. · España             | 1.ª           | 2021-22       | 12    | 1     | 1                | 0                | ―                     | ―                     | 13    | 1     |
| Cádiz C. F. · España             | Total club    | Total club    | 12    | 1     | 1                | 0                | 0                     | 0                     | 13    | 1     |
| Feyenoord · Países Bajos         | 1.ª           | 2022-23       | 27    | 4     | 4                | 0                | 7                     | 3                     | 38    | 7     |
| Feyenoord · Países Bajos         | Total club    | Total club    | 27    | 4     | 4                | 0                | 7                     | 3                     | 38    | 7     |
| C. F. Pachuca · México           | 1.ª           | 2023-24       | 26    | 6     | ―                | ―                | 7                     | 1                     | 33    | 7     |
| C. F. Pachuca · México           | 1.ª           | 2024-25       | 35    | 3     | ―                | ―                | 6                     | 2                     | 41    | 5     |
| C. F. Pachuca · México           | Total club    | Total club    | 61    | 9     | 0                | 0                | 13                    | 3                     | 74    | 12    |
| Total carrera                    | Total carrera | Total carrera | 246   | 50    | 25               | 11               | 47                    | 9                     | 318   | 70    |
| 1. 2. 3.                         |               |               |       |       |                  |                  |                       |                       |       |       |

## Palmarés

### Títulos nacionales
| Título                   | Club              | País         | Año  |
| ------------------------ | ----------------- | ------------ | ---- |
| Copa de los Países Bajos | Ajax de Ámsterdam | Países Bajos | 2021 |
| Eredivisie               | Ajax de Ámsterdam | Países Bajos | 2021 |
| Eredivisie               | Feyenoord         | Países Bajos | 2023 |

### Títulos internacionales
| Título                           | Equipo        | Sede            | Año  |
| -------------------------------- | ------------- | --------------- | ---- |
| Copa de Campeones de la Concacaf | C. F. Pachuca | Pachuca de Soto | 2024 |
| Derbi de las Américas de la FIFA | C. F. Pachuca | Doha            | 2024 |
| Copa Challenger de la FIFA       | C. F. Pachuca | Doha            | 2024 |

### Distinciones individuales
| Distinción                                                      | Año  |
| --------------------------------------------------------------- | ---- |
| Máximo goleador de la Copa de los Países Bajos [cita requerida] | 2019 |